# (4827) Дарет
(4827) Дарет (лат. Dares, др.-греч. Δάρης) — типичный троянский астероид Юпитера, движущийся в точке Лагранжа L5, в 60° позади планеты. Астероид был открыт 17 августа 1988 года американским астрономом Кэролин Шумейкер в Паломарской обсерватории и назван в честь Дарета Фригийского, одного из героев Троянской войны.

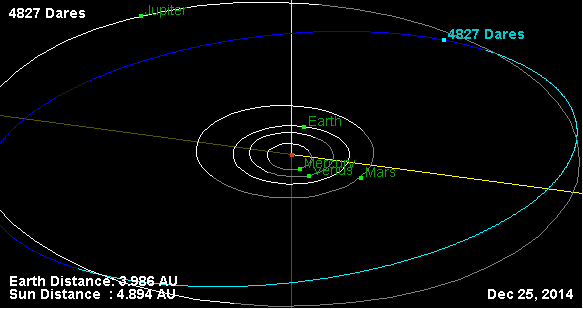
Орбита астероида Дарет и его положение в Солнечной системе

Фотометрические наблюдения, проведённые в 1994 году, позволили получить кривые блеска этого тела, из которых следовало, что период вращения астероида вокруг своей оси равняется 18,995 ± 0,028 часам, с изменением блеска по мере вращения 0,24 ± 0,02 m.